# 태부시
태부시(大府寺)는 왕조 시대의 중국 관서이다. 구시(九寺)의 하나.
한대(漢代)의 소부(少府)를 기원으로 한다. 북제 때에 처음으로 태부시가 설치되어 부고의 금백(金帛)을 관리하고, 기물의 영조(営造)를 관장했다.
수 때에 이르러 양제가 수도 안에 위치한 시(市)의 무역과, 상평, 관료들의 녹봉 출납, 물가 관리, 재화 거래 관련 직권을 태부시에, 금백과 부백(府帛) 관리, 기물 영조에 대한 직권을 별도로 설치된 소부감(少府監)에 맡겼다.
당대(唐代)에는 궁정의 재화와 관고를 관리하며 무역 관련 업무는 물론 장안, 낙양 양경의 4개 시도 태부시가 관장했다. 
당 이후 한족 왕조인 송 왕조에도 이어졌고, 이민족 왕조인 요, 금, 원에서는 그 이름을 태부감(太府監)으로 바꾸었으며, 한족의 명 왕조에 이르러 공부에 병합될 때까지 이어졌다.
태부시의 장관은 태부시경(태부경)이라고 하며, 그 관위는 종3품으로 정해져 있었다. 차관은 태부시소경(태부소경)이라고 하며, 그 관위는 종4품상으로 여겨졌다.